# Yola Semedo
Yola Semedo é uma cantora, compositora, produtora e arranjadora vocal angolana nascida em 8 de maio de 1978 (46 anos), na província de Benguela, município de Lobito. Actualmente vive em Luanda.
Yola é cantora desde sua juventude, mas somente ganhou fama no ano 1997 como vocalista do grupo Impactus 4. 

## Carreira
Sua carreira musical começou em 1984, no grupo musical Impactus 4, criado pelo seus irmãos e fez a sua primeira aparição no cinema Arco Íris, isso na província de Huíla, cantando a música A minha boneca. Yola Semedo não era integrante do grupo, porque a sua tenra idade não permitia, mas sempre que actuou, fê-lo como vocalista principal do grupo, e em 1985 participou no festival Internacional da Unesco. Em 1986 participou no festival da Figueira da Foz isto em Portugal, igualmente como vocalista da banda.
No ano de 1990 emigrou, com a sua família, para Namíbia, onde viveu até 2005.
Durante o ano de 1990 a 1991 Yola e os seus irmãos decidiram se separar e, neste período, não exerceram quaisquer actividades musicais.
Em 1995 ganhou o prémio de Voz de Ouro de África.
Em 2007 foi premiada  como Diva da Musica e Diva do momento.
Yola Semedo é a artista angolana mais premiada de sempre e foi a grande vencedora dos Angola Music Awards 2015, ao conquistar 4 prémios:
"Melhor Álbum do Ano", "Melhor Artista Feminina", "Melhor Semba" e "Melhor Kizomba".
Autora e intérprete de excelência de Kizomba, Semba e Zouk, Yola Semedo apresenta-se também com outros estilos musicais. Desde cedo que o seu talento e popularidade têm sido reconhecidos com diversos galardões musicais, sendo hoje em dia a mais premiada artista angolana.